# 烔炀李氏当铺
烔炀李氏当铺，是李鸿章家族开设的当铺，位于安徽省巢湖市烔炀镇烔炀老街。
2019年4月，柘皋李氏当铺入选第八批安徽省文物保护单位。